# Tomb Raider: Huyền thoại bắt đầu
Tomb Raider là bộ phim hành động phiêu lưu năm 2018 do Roar Uthaug làm đạo diễn và theo kịch bản của Geneva Robertson-Dworet và Alastair Siddons, từ truyện của Evan Daugherty và Robertson-Dworet. Phim dựa trên trò chơi điện tử cùng tên năm 2013, với một số nhân tố của phần tiếp theo được Crystal Dynamics phát hành, và là phần khởi động lại của loạt phim Tomb Raider. Bộ phim có sự tham gia của Alicia Vikander trong vai Lara Croft, trong đó cô dấn thân vào cuộc hành trình nguy hiểm để đến đích cuối cùng của cha cô, hy vọng giải quyết được bí ẩn về sự mất tích của ông. Dominic West, Walton Goggins, Ngô Ngạn Tổ và Kristin Scott Thomas xuất hiện trong vai phụ.
Quá trình ghi chính bắt đầu từ tháng 1 đến tháng 6 năm 2017 tại phòng thu của Warner Bros. Studios tại Vương quốc Anh và tại Cape Town, Nam Phi. Bộ phim Tomb Raider đầu tiên không được phân phối bởi Paramount Pictures, phim được phát hành tại Vương quốc Anh vào ngày 14 tháng 3 năm 2018 và tại Hoa Kỳ vào ngày 16 tháng 3 năm 2018 bởi Warner Bros. Pictures dưới định dạng RealD 3D, IMAX 3D và IMAX.
Phim đã gặp rất nhiều phê bình trái chiều từ các nhà phê bình, với một số lời phê bình cho rằng cốt truyện như "vẽ theo số" nhưng khen ngợi tình trạng có sẵn và thực tế có được nhượng quyền thương mại. Trong khi diễn xuất của Vikander trong vai Croft được ca ngợi, mô tả tính cách theo phản ứng phân cực; một số mô tả cô là một nữ anh hùng "có năng lực, mạnh mẽ và không bị thuyết phục" trong khi những người khác gọi nhân vật của cô là nhạt nhẽo, "đấm đá và thiếu chiều sâu".

## Diễn viên
- Alicia Vikander vai Lara Croft
  - Maisy De Freitas vai 7-year-old Lara
  - Emily Carey as 14-year-old Lara
- Dominic West as Lord Richard Croft, Lara's archaeologist father.
- Walton Goggins as Mathias Vogel, a rival archaeologist of Richard Croft and a member of Trinity, a shadowy organization.
- Daniel Wu as Lu Ren, the ship captain who helps Lara in searching for her father.
- Kristin Scott Thomas as Ana Miller, an associate at Richard Croft's company, Croft Holdings.
- Derek Jacobi as Mr. Yaffe, an associate at Croft Holdings.
- Nick Frost as Max, pawn shop owner and gun salesman.
- Jaime Winstone as Pamela, Max's wife.
- Hannah John-Kamen as Sophie, Croft's close friend.
- Antonio Aakeel as Nitin Ahuja, a shy friend of Lara.
- Duncan Airlie James as Terry, the Mixed Martial Arts club operator.

Thêm vào đó, Annabel Wood đóng vai Rose, đối thủ của Lara tại câu lạc bộ Martial Arts, Shekhar Varma và Rekha John-Cheriyan xuất hiện như cha mẹ của Nitin. Josef Altin đóng vai Bruce, ông chủ của Lara. Billy Postlethwaite, Roger Nsengiyumva và Michael Obiora xuất hiện như là đồng nghiệp và đối thủ của Lara tại cuộc đua. Keenan Arrison đóng vai Rocket, một bảo vệ của Trinity, và Alexandre Willaume là trung úy của Trinity.